# Чандлер, Марри
Марри (Мюррей) Грэм Чандлер (англ. Murray Graham Chandler, 4 апреля 1960, Веллингтон) — новозеландский шахматист, гроссмейстер (1983).

## Шахматная карьера

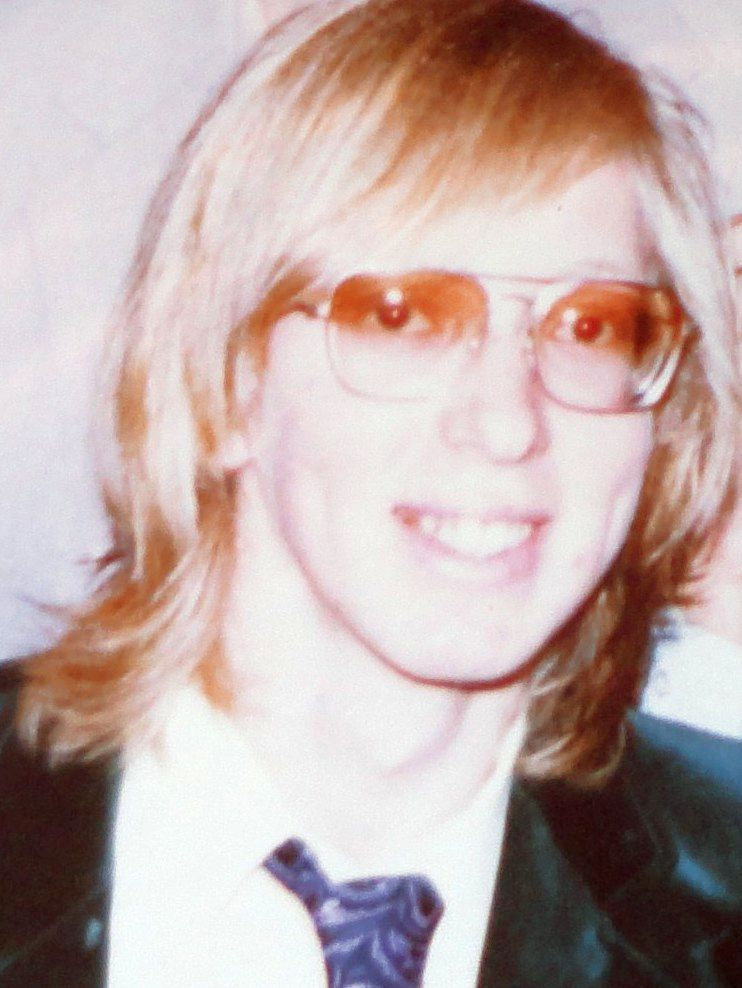
Murray Chandler, Rio 1979

Чемпион Азии среди юношей (1977). С 1982 выступал за команду Великобритании. Лучшие результаты в чемпионатах страны: 1983 — 2-е, 1984 — 2—4-е; 1986 — 1—3-е места. Участник 10-и Всемирных шахматных олимпиад, 4 раза за сборную Новой Зеландии (1976—1980, 2008) и 6 — за сборную Англии (1982—1992). В составе команды избранных шахматистов мира участник матча с советскими шахматистами (1984), на 2-й запасной доске сыграл вничью партии с О. Романишиным и М. Талем.
Лучшие результаты в других международных соревнованиях: Лондон (1976 и 1987) — 1—2-е, 1979 и 1980 — 1—3-е, 1984 и 1986 — 2—3-е, 1985 — 2—5-е; Манчестер (1979) и Нью-Йорк (1980) — 1—2-е; Дортмунд (1980 и 1983) — 2-е и 2—3-е; Брайтон (1980) и Залаэгерсег (1981) — 1—2-е; Брайтон и Честер (1981) — 1-е; Минск (1982) — 4—6-е; Юрмала (1983) — 2-е; Амстердам (1983, 1984 и 1987) — 1—2-е, 3-е и 2—4-е; Сянган (Гонконг, 1984) — 1—2-е; Лугано (1985) — 2—5-е; Гастингс (1986/1987) — 1—4-е; Биль (1987) — 4—5-е места. В чемпионате стран Содружества (брит.)(1985) — 3—6-е места. В 1986 выиграл матч у Я. Роджерса — 3 : 1.
Автор ряда книг по теории дебютов, совместно с Э. Майлсом выпустил книгу о межзональном турнире в Рио-де-Жанейро (1979).

## Изменения рейтинга
| Графики недоступны из-за технических проблем. См. информацию на Фабрикаторе и на mediawiki.org. |